# Group 1850
Group 1850 (soms ook Groep 1850) is een Nederlandse psychedelische groep, voortgekomen uit de Haagse band The Klits. Ze bestond van 1966 tot 1976 en maakte in deze periode vijf elpees.
Het werk van Group 1850 bevat onder andere geluiden uit overstuurde versterkers, experimenten met vreemde klanken, meerstemmige zang, een Arabisch aandoende gitaarsolo van Daniel van Bergen (op Dream of the future), snel wisselende ritmes, tapeloops en andere trucs met bandrecorders (stemmen op verschillende snelheden), Gregoriaans aandoende koren en zang, blazers, etc.

## Geschiedenis
Group 1850 is opgericht door Daniel (Dean) van Bergen (1947-2012) en Peter Sjardin (overleden in 2015). Op Mother No-head uit 1967 wordt de solozang door hun producer Hans van Hemert ingezongen. De achtergrondzang is van Dick Doorn, Henk Janmaat en Pierre Biersma. Dat het Urker Mannenkoor mee zou zingen berust op verkeerde informatie.
Dankzij de podiumreputatie mocht Group 1850 in die jaren spelen in het voorprogramma van The Rolling Stones en The Kinks.
In 1969 verhuist Peter Sjardin naar Amsterdam, en voegt zich daar bij de band Burning Sun, bestaande uit Dave Duba, Dolf Geldof en Martin Van Duynhoven. Vanaf dat moment gaan ze verder als Group 1850. Ook Daniel van Bergen voegt zich even later weer bij de band. Dave Duba heeft naar eigen zeggen de muzikale leiding in de Amsterdamse periode. In de Amsterdamse periode speelt de band in het voorprogramma van Pink Floyd (in Paradiso), Janis Joplin en Frank Zappa & The Mothers of Invention (beide in het Concertgebouw).
Na de tweede elpee stapte Van Bergen uit de band, en na 1974 werd Group 1850 meer een project rond Sjardin, te weten STS (Sjardins Terrible Surprise). Hierin onder anderen Robbie Schmitsz, destijds Sjardins vriendin en door hem persoonlijk opgeleid, die samen met Ella Elbersen een dameskoortje vormde dat later bekend werd als de Bombita's bij Herman Brood.
In 2004 kondigde Sjardin op een internetsite, zonder medeweten van de oud-bandleden de release van achtergebleven opnamen uit de Agemo's trip to mother earth- en Paradise now-periode aan.
Er volgde een langere periode waarin weinig tot niets meer werd vernomen van Sjardin. In een interview vertelde deze later dat hij jarenlang ondergedoken was, omdat hij door Engelse criminelen werd gechanteerd die zijn leven, en dat van zijn dierbaren, bedreigen. In Engeland komt er nog een aantal illegale LP's uit, zoals Paradise Now en Agemo's Trip to Mother Earth.
Daniel van Bergen overleed in 2012 op 65-jarige leeftijd. Peter Sjardin overleed in 2015 op 68-jarige leeftijd. Ruud van Buuren overleed in 2020 op 75-jarige leeftijd. Manager Hugo Gordijn overleed in 2022 op 78-jarige leeftijd. Dolf Geldof overleed in 2022 op 71-jarige leeftijd. Beer Klaasse overleed in 2023 op 79-jarige leeftijd.
Op 8 augustus 2021 vindt er voor het eerst in ruim 40 jaar weer een optreden plaats van Group 1850, namelijk op het Haags Beat Festival in het Zuiderparktheater in Den Haag. De band, samengesteld door muziekjournalist Martin Reitsma, bestond uit de originele leden Beer Klaasse en Dave Duba, aangevuld met Nicko Christiansen (saxofoon), Barend Kemper (basgitaar), Ronn Van Etten (gitaar en zang), Hans Hendrik (gitaar), Giovanni Pepe (toetsen), Victor R. Meijer (voice-over Mother No-Head) en achtergrondzangeressen Jane Goulding en Susanne de Rooij.

## Bezetting (Den Haag)
Tot medio '69:
- Peter Sjardin: fluit, orgel, zang, pauken e.a. percussie
- Daniel van Bergen: gitaar, piano
- Beer Klaasse: drums
- Ruud van Buuren: basgitaar

## Bezetting (Amsterdam)
Vanaf medio '69:
- Peter Sjardin: componist - tekstschrijver, fluit, orgel, pauken, percussie, zang en productie
- Dave Duba: gitaar, zang, drums
- Martin van Duynhoven: drums, tabla's e.a. percussie
- Dolf Geldof: basgitaar
- Daniel van Bergen: sologitaar

## Overige muzikanten
- Hans van Hemert: zang en productie
- Jan Vennik: Saxofoon
- Frank Nuyens: basgitaar
- Hans Dulfer: saxofoon
- Nippy Noya: conga, e.a. percussie
- Paul van Wageningen: drums
- Arthur Ebeling: gitaar
- Hessel de Vries: piano, synthesizer
- Rob de Rijke: basgitaar, fluit
- Guus Willemse: basgitaar
- Paul van Wageningen: drums
- Dick Doorn: achtergrondzang
- Pierre Biersma: achtergrondzang
- Henk Janmaat: achtergrondzang en zang bij het intro
- Pierre van der Linden: drums

## Discografie
- Agemo's trip to mother earth, 1968
- Paradise now, 1969
- Polyandri, 1975
- 1-8-5-0 Live, 1975 (opgenomen 1969)
- Live on tour, 1976

De elpee's zijn door diverse maatschappijen opnieuw uitgebracht op cd, soms in slechte kwaliteit.

## Discografie van verwante lp's
- In 1974 trad Group 1850 op onder naam Orange Upstairs ("Oranje boven") en bracht de LP First Experience uit. Muzikanten waren Sjardin (zang, orgel), Martin van Duynhoven (drums), Dave Duba (gitaar), Hans Dulfer (saxofoon) en Ed Neumeister (basgitaar).
- Sjardin's terrible surprise: live 1 (1981)